# Marigold
|  | No s'ha de confondre amb Merigold. |

Marigold és una comunitat no incorporada al Comtat de Randolph (Illinois, EUA). La comunitat és a la carretera del Comtat 12 a 7,9 km a l'est de Prairie du Rocher.